# Йоганн Клівіч
Йоганн Клівіч (нім. Johann Kliwitsch, 2 червня 1903 — ?) — австрійський футболіст, що грав на позиції півзахисника.

## Кар'єра
У вищому дивізіоні чемпіонату Австрії дебютував у складі клубу «Зіммерингер» у сезоні 1922–1923. У 1926 році завоював з командою бронзові медалі чемпіонату, що є найвищим досягненням клубу в національній першості в його історії. Втім, уже за два роки «Зіммерингер» зайняв останнє місце у чемпіонаті і покинув перший клас.
Клівіч приєднався до команди «Адміра» (Відень), у складі якої виступав протягом трьох сезонів. Одними з перших матчів Йоганна у новому клубі були поєдинки кубка Мітропи 1928 року. В 1/4 фіналу команда переграла чехословацьку «Славія» — 3:1, 3:3. У півфіналі «Адміра» в обох матчах поступилась майбутньому чемпіонові угорському «Ференцварошу» (1:2, 0:1). Клівіч не грав лише у першій грі турніру, а у наступних виступав у півзахисті разом з Антоном Кохом і Карлом Шоттом. У складі «Адміри» двічі ставав срібним призером національного чемпіонату, будучи гравцем основи.
У сезоні 1930—1931 років втратив місце в основі команди і посеред сезону перейшов до складу клубу «Аустрія», де також не зумів закріпитися. Протягом 1932—1934 років грав у команді «Лібертас», де за два сезони зіграв лише два матчі. 

## Статистика

### Статистика клубних виступів
| Сезон   | Клуб          | Ліга   | Матчі | Голи |
| ------- | ------------- | ------ | ----- | ---- |
| 1922/23 | «Зіммерингер» | 1 клас | 8     | 5    |
| 1923/24 | «Зіммерингер» | 1 клас | 22    | 4    |
| 1924/25 | «Зіммерингер» | 1 клас | 14    | 0    |
| 1925/26 | «Зіммерингер» | 1 клас | 16    | 0    |
| 1926/27 | «Зіммерингер» | 1 клас | 23    | 0    |
| 1927/28 | «Зіммерингер» | 1 клас | 24    | 1    |
| 1928/29 | «Адміра»      | 1 клас | 19    | 0    |
| 1929/30 | «Адміра»      | 1 клас | 16    | 0    |
| 1930/31 | «Адміра»      | 1 клас | 3     | 0    |
| 1930/31 | «Аустрія»     | 1 клас | 4     | 0    |
| 1931/32 | «Аустрія»     | 1 клас | 3     | 0    |
| 1932/33 | «Лібертас»    | 1 клас | 1     | 0    |
| 1933/34 | «Лібертас»    | 1 клас | 1     | 0    |

### Статистика виступів у кубку Мітропи
| №                      | Розіграш               | Стадія                 | Дата та місце проведення | Команда 1              | Рахунок | Команда 2       | Голи |
| ---------------------- | ---------------------- | ---------------------- | ------------------------ | ---------------------- | ------- | --------------- | ---- |
| 1                      | 1928                   | 1/4                    | 19.08.1928 Прага         | Славія (Прага)         | 3:3     | Адміра (Відень) |      |
| 2                      | 1928                   | 1/2                    | 9.09.1928 Відень         | Адміра (Відень)        | 1:2     | Ференцварош     |      |
| 3                      | 1928                   | 1/2                    | 16.09.1928 Будапешт      | Ференцварош            | 1:0     | Адміра (Відень) |      |
| Всього у кубку Мітропи | Всього у кубку Мітропи | Всього у кубку Мітропи | Всього у кубку Мітропи   | Всього у кубку Мітропи | 3       |                 | 0    |